# Keansburg
Keansburg és una població dels Estats Units a l'estat de Nova Jersey. Segons el cens del 2007 tenia 10.582 habitants.

## Demografia
Segons el cens del 2000, Keansburg tenia 10.732 habitants, 3.872 habitatges, i 2.563 famílies. La densitat de població era de 3.836,7 habitants/km².
Dels 3.872 habitatges en un 35,3% hi vivien nens de menys de 18 anys, en un 42,2% hi vivien parelles casades, en un 17,6% dones solteres, i en un 33,8% no eren unitats familiars. En el 27,4% dels habitatges hi vivien persones soles el 10,1% de les quals corresponia a persones de 65 anys o més que vivien soles. El nombre mitjà de persones vivint en cada habitatge era de 2,71 i el nombre mitjà de persones que vivien en cada família era de 3,35.
Per edats la població es repartia de la següent manera: un 27,2% tenia menys de 18 anys, un 9,5% entre 18 i 24, un 31,2% entre 25 i 44, un 20,8% de 45 a 60 i un 11,2% 65 anys o més.
L'edat mediana era de 34 anys. Per cada 100 dones de 18 o més anys hi havia 90,3 homes.
La renda mediana per habitatge era de 36.383 $ i la renda mediana per família de 45.438 $. Els homes tenien una renda mediana de 37.229 $ mentre que les dones 28.398 $. La renda per capita de la població era de 17.417 $. Aproximadament el 15,5% de les famílies i el 17,7% de la població estaven per davall del llindar de pobresa.

## Poblacions més properes
El següent diagrama mostra les poblacions més properes.